# Toshiyuki Kita
Toshiyuki Kita (1942) è un designer giapponese.
Formatosi a Osaka, oggi ha studi di progettazione e di design in Giappone e dal 1969 anche in Italia.
Tra gli articoli più famosi abbiamo la Wink Chair e il Kick Table esposti al MOMA di New York.
Nel 2011 ha vinto il compasso d'oro alla carriera.